# 角吻沙蚕属
角吻沙蚕属（学名：Goniada）为角吻沙蚕科的一个属。

## 下属物种
本属包括以下物种：
- 日本角吻沙蚕 Goniada japonica Izuka，1912
- 色斑角吻沙蚕 Goniada maculata Oersted, 1843[2]